# Список творів Фридерика Шопена

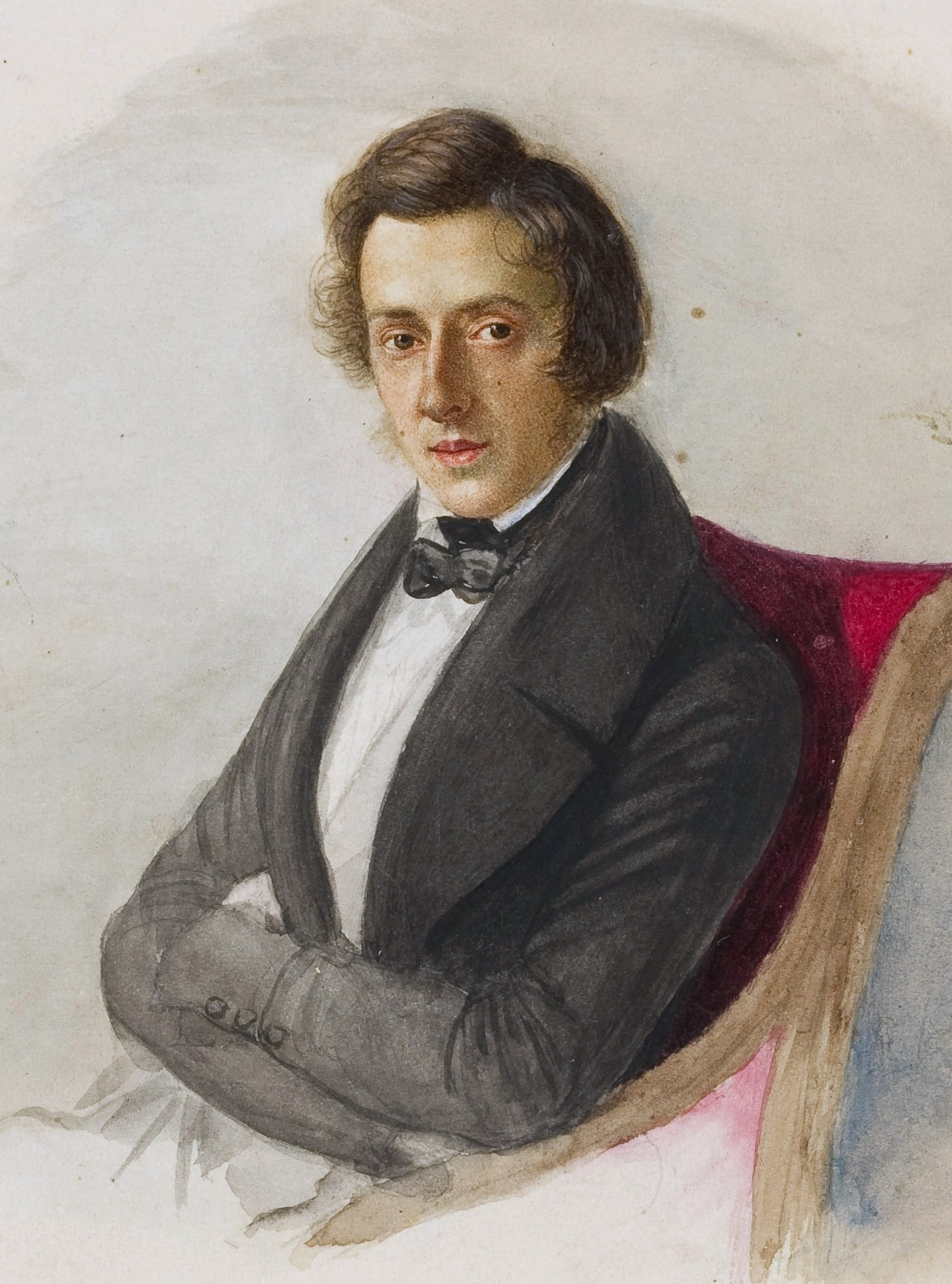
Портрет Фридерика Шопена

## Твори для фортепіано соло

### Баллади
- Op. 23: Балада соль мінор (1835-36)
- Op. 38: Балада фа мажор (1836–39)
- Op. 47: Балада ля-бемоль мажор (1841)
- Op. 52: Балада фа мінор (1842–43)

### Етюди
- Op. 10, 12 етюдів:

1. Етюд до мажор (1830)
2. Етюд ля мінор (1830)
3. Етюд мі мажор (1832)
4. Етюд до-дієз мінор (1832)
5. Етюд соль-бемоль мажор (1830)
6. Етюд мі-бемоль мінор (1830)
7. Етюд до мажор (1832)
8. Етюд фа мажор (1829)
9. Етюд фа мінор (1829)
10. Етюд ля-бемоль мажор (1829)
11. Етюд мі-бемоль мажор (1829)
12. Етюд до мінор, «Революційний» (1831)

- Op. 25, 12 етюдів:

1. Етюд ля-бемоль мажор (1836)
2. Етюд фа мінор (1836)
3. Етюд фа мажор (1836)
4. Етюд ля мінор (1832–1834)
5. Етюд мі мінор (1832–1834)
6. Етюд соль-дієз мінор (1832–1834)
7. Етюд до-дієз мінор (1836)
8. Етюд ре-дієз мажор (1832–1834)
9. Етюд соль-бемоль мажор (1832–1834)
10. Етюд сі мінор (1832–1834)
11. Етюд ля мінор (1834)
12. Етюд до мінор (1836)

- Три нових етюди (1839):

1. Етюд фа мінор
2. Етюд ля-бемоль мажор
3. Етюд ре-дієз мажор

### Експромти
- Op. 29: Експромт № 1 ля-бемоль мажор (1837)
- Op. 36: Експромт № 2 фа-дієз мажор (1839)
- Op. 51: Експромт № 3 соль-бемоль мажор (1843)

#### Опубліковані посмертно
- Op. posth. 66: Фантазія-експромт до-дієз мінор (1834)

### Мазурки
- Дві мазурки (не мають номера опусу; 1826; опубліковані 1826; B. 16, KK IIa/2-3, S 1, No. 2):

1. a. Мазурка соль мажор
2. b. Мазурка сі-бемоль мажор

- Op. 6, Чотири мазурки:

1. Мазурка фа-дієз мінор
2. Мазурка до-дієз мінор
3. Мазурка мі мажор
4. Мазурка мі-бемоль мінор

- Op. 7, П'ять мазурок:

1. Мазурка сі-бемоль мажор
2. Мазурка ля мінор
3. Мазурка фа мінор
4. Мазурка ля-бемоль мажор
5. Мазурка до мажор

- Op. 17, Чотири мазурки:

1. Мазурка сі-бемоль мажор
2. Мазурка мі мінор
3. Мазурка ля-бемоль мажор
4. Мазурка ля мінор

- Op. 24, Чотири мазурки:

1. Мазурка соль мінор
2. Мазурка до мажор
3. Мазурка ля-бемоль мажор
4. Мазурка сі-бемоль мінор

- Op. 30, Чотири мазурки:

1. Мазурка до мінор
2. Мазурка сі мінор
3. Мазурка ре-дієз мажор
4. Мазурка до-дієз мінор

- Op. 33, Чотири мазурки:

1. Мазурка соль-дієз мінор
2. Мазурка ре мажор
3. Мазурка до мажор
4. Мазурка сі мінор

- Op. 41, Чотири мазурки:

1. Мазурка до-дієз мінор
2. Мазурка мі мінор
3. Мазурка сі мажор
4. Мазурка ля-бемоль мажор

- Мазурка ля мінор («Notre Temps"; 1840; опублікована 1841 в «Six morceaux de salon», не має номера опусу; B. 134; KK IIb/4; S 2/4)
- Мазурка ля мінор  («Émile Gaillard"; 1840; опублікована 1841 в «Album de pianistes polonais», не має номера опусу; B. 140; KK IIb/5; S 2/5)
- Op. 50, Три мазурки:

1. Мазурка соль мажор
2. Мазурка ля-бемоль мажор
3. Мазурка до-дієз мінор

- Op. 56, Три мазурки:

1. Мазурка сі мажор
2. Мазурка до мажор
3. Мазурка до мінор

- Op. 59, Три мазурки:

1. Мазурка ля мінор
2. Мазурка ля-бемоль мажор
3. Мазурка фа-дієз мінор

- Op. 63, Три мазурки:

1. Мазурка сі мажор
2. Мазурка фа мінор
3. Мазурка до-дієз мінор

#### Опубліковані посмертно

##### Твори із номером опусу
- Op. posth. 67, Чотири мазурки (1835–49; опубліковані в 1855):

1. Мазурка соль мажор
2. Мазурка соль мінор
3. Мазурка до мажор
4. Мазурка ля мінор

- Op. posth. 68, Чотири мазурки (1827–49; опубліковані в 1855):

1. Мазурка до мажор
2. Мазурка ля мінор, «Соловей» («Słowik»)
3. Мазурка фа мажор
4. Мазурка фа мінор

##### Твори без номера опусу
- Мазурка до мажор (1833; опублікована в 1870; B. 82; KK IVB/3; P 2/3)
- Мазурка ре мажор (1829; опублікована в 1875; B 31/71; KK IVa/7; P 1/7)
- Мазурка сі-бемоль мажор (1832; опублікована в 1909; B. 73; KK IVb/1; P 2/1)
- Мазурка ре мажор (1820; опублікована в 1910; B. 4; KK Anh Ia/1; A 1/1)
- Мазурка ля-бемоль мажор (1834; опублікована в 1930; B. 85; KK IVb/4; P 2/4)
- Мазурка ре мажор (1832; опублікована в ?; P 2/2)

### Ноктюрни
- Op. 9, Три ноктюрни:

1. Ноктюрн сі-бемоль мінор
2. Ноктюрн мі-бемоль мажор
3. Ноктюрн сі мажор

- Op. 15, Три ноктюрни:

1. Ноктюрн фа мажор (1830–1831)
2. Ноктюрн фа-дієз мажор (1830–1831)
3. Ноктюрн соль мінор (1833)

- Op. 27, Два ноктюрни:

1. Ноктюрн до-дієз мінор
2. Ноктюрн ре-дієз мажор

- Op. 32, Два ноктюрни:

1. Ноктюрн сі мажор (1836–1837)
2. Ноктюрн ля-бемоль мажор (1836–1837)

- Op. 37, Два ноктюрни:

1. Ноктюрн соль мінор
2. Ноктюрн соль мажор

- Op. 48, Два ноктюрни:

1. Ноктюрн до мінор
2. Ноктюрн фа-дієз мінор

- Op. 55, Два ноктюрни:

1. Ноктюрн фа мінор
2. Ноктюрн мі-бемоль мажор

- Op. 62, Два ноктюрни:

1. Ноктюрн сі мажор
2. Ноктюрн мі мажор

#### Опубліковані посмертно

##### Твори із номером опусу
- Op. posth. 72:

1. Ноктюрн мі мінор

##### Твори без номера опусу
- P. 1/16: Ноктюрн до-дієз мінор, «Lento con gran espressione» (1830)
- P. 2/8: Ноктюрн до мінор (1837)
- A. 1/6: Ноктюрн до-дієз мінор («Nocturne oubliée») (авторство під сумнівом)

### Полонези
- Op. 26, Два полонези:

1. Полонез до-дієз мінор
2. Полонез мі-бемоль мінор

- Op. 40, Два полонези:

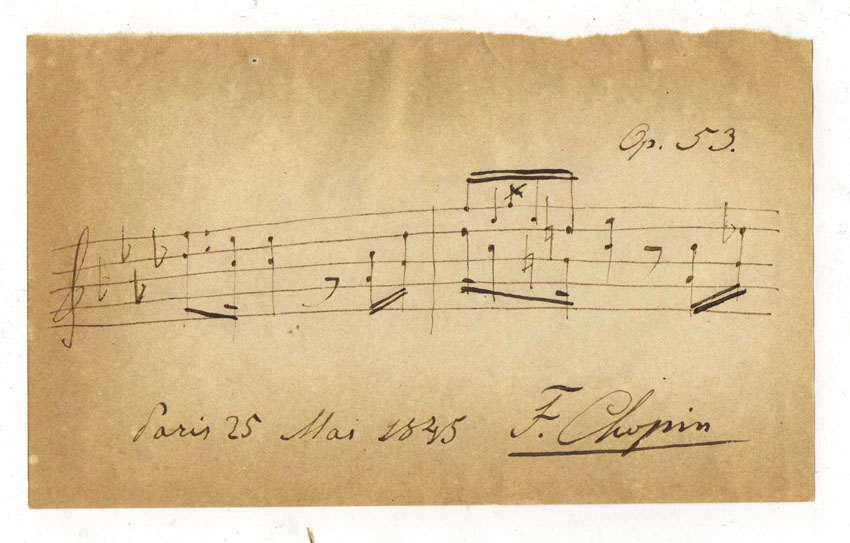
Автограф Шопена з цитатою із Героїчного полонеза, Op.53

1. Полонез ля мажор, «Військовий» («Wojskowy»)
2. Полонез до мінор

- Op. 44: Полонез фа-дієз мінор
- Op. 53: Полонез ля-бемоль мажор, «Героїчний» («Heroiczny»)
- Op. 61: Полонез-Fantazja ля-бемоль мажор

#### Опубліковані посмертно

##### Твори із номером опусу
- Op. posth. 71, Три полонези:

1. Полонез ре мінор (1825)
2. Полонез сі-бемоль мажор (1828)
3. Полонез фа мінор (1828)

##### Твори без номера опусу
- KK IIa № 1: Полонез соль мінор (1817)
- KK IVa, П'ять полонезів:
  - № 1: Полонез сі-бемоль мажор (1817)
  - № 2: Полонез ля-бемоль мажор (1821)
  - № 3: Полонез соль-дієз мінор (1822)
  - № 5: Полонез сі-бемоль мінор, «Adieu à Guillaume Kolberg» (1826)
  - № 8: Полонез соль-бемоль мажор (1829).

### Прелюдії
- Op. 28, Двадцять чотири прелюдії:

1. Прелюдія до мажор (1839)
2. Прелюдія ля мінор (1838)
3. Прелюдія соль мажор (1838–1839)
4. Прелюдія мі мінор (1838)
5. Прелюдія ре мажор (1838–1839)
6. Прелюдія сі мінор (1838–1839)
7. Прелюдія ля мажор (1836)
8. Прелюдія фа-дієз мінор (1838–1839)
9. Прелюдія мі мажор (1838–1839)
10. Прелюдія до-дієз мінор (1838–1839)
11. Прелюдія сі мажор (1838–1839)
12. Прелюдія соль-дієз мінор (1838–1839)
13. Прелюдія фа-дієз мажор (1838–1839)
14. Прелюдія мі-бемоль мінор (1838–1839)
15. Прелюдія ре-дієз мажор, «Дощова» («Deszczowe») (1838–1839)
16. Прелюдія сі-бемоль мінор (1838–1839)
17. Прелюдія ля-бемоль мажор (1836)
18. Прелюдія фа мінор (1838–1839)
19. Прелюдія мі-бемоль мажор (1838–1839)
20. Прелюдія до мінор, «Похоронний марш» («Marsz żałobny») (1838–1839)
21. Прелюдія сі-бемоль мажор (1838–1839)
22. Прелюдія соль мінор (1838–1839)
23. Прелюдія фа мажор (1838–1839)
24. Прелюдія ре мінор (1838–1839)

- Op. 45: Прелюдія до-дієз мінор (1841)

#### Опубліковані посмертно
- P. 2/7: Прелюдія ля-бемоль мажор (1834, опублікована в 1918)
- A. 1/2: Прелюдія фа мажор
- Прелюдія мі-бемоль мінор, «Трель диявола»

### Рондо
- Op. 1: Рондо до мінор (1825; також аранжоване для фортепіано в 4 руки 1834)
- Op. 5: Рондо à la mazur фа мажор (1826)
- Op. 14: Рондо à la Krakowiak фа мажор (1828)
- Op. 16: Рондо мі-бемоль мажор (1832)

#### Опубліковані посмертно
- Op. posth. 73: Рондо до мажор, (існують версії для одного або двох фортепіано) (1828)

### Скерцо
- Op. 20: Скерцо № 1 сі мінор (1831)
- Op. 31: Скерцо № 2 сі-бемоль мінор (1837)
- Op. 39: Скерцо № 3 до-дієз мінор (1839)
- Op. 54: Скерцо № 4 мі мажор (1843)

### Сонати
- Op. 35: Соната для фортепіано № 2 сі-бемоль мінор, з відомим «Траурним маршем» (1839)
- Op. 58: Соната для фортепіано № 3 сі мінор (1844)

#### Опубліковані посмертно
- Op. 4: Соната для фортепіано № 1 до мінор (1828)

### Варіації
- Op. 12: Варіації сі-бемоль мажор на тему "Je vends des Scapulaires" з опери Людовік Фердінана Герольда (1833)
- B. 113: Варіації мі мажор для «Hexameron» (1837; опубліковані в 1839)

#### Опубліковані посмертно
- B.9: Варіації мі мажор для флейти та фортепіано на тему "Non più mesta" з опери La Cenerentola Джоаккіно Россіні, KK. Anh. Ia/5, (? 1824; опубліковані в 1955)
- KK. IVa/6: Інтродукція, тема та варіації ре мажор на венеціанську пісню (air), для фортепіано в 4 руки (1826; опубліковані в 1965)
- B. 12a: Варіації ре мажор або сі мінор на національну ірландську пісню (air) (з Томаса Мура) для 2 фортепіано, P. 1/6 (1826)
- B. 14: Варіації мі мажор на пісню (air) "Der Schweizerbub: Steh'auf, steh'auf o du Schweitzer Bub", також відомі як Introduction et Variations sur un Lied allemand (1826; опубліковані в 1851)
- B. 37: Варіації ля мажор, Souvenir de Paganini (1829; опубліковані в 1881)

#### Втрачені
- KK. Ve/9: Варіації, (січень 1818)
- KK. Vb/2: Варіації фа мажор, для фортепіано в 4 руки або 2 фортепіано (1826)
- KK. VIIa/3: Варіації на українську пісню «Думка», для скрипки та фортепіано, написано Антонієм Радзівіллем, завершено Шопеном (червень 1830)

### Вальси
- Op. 18: «Grande valse brillante» мі-бемоль мажор (1833)
- Op. 34, «Trois grandes valses brillantes»:

1. Вальс ля-бемоль мажор (1835)
2. Вальс ля мінор (1831)
3. Вальс фа мажор (1838)

- Op. 42: Вальс ля-бемоль мажор (1840)
- Op. 64, Три вальси:

1. Вальс ре-дієз мажор, «Хвилинний» («Minutowy») (1846)
2. Вальс до-дієз мінор (1846)
3. Вальс ля-бемоль мажор

#### Опубліковані посмертно

##### Твори із номером опусу
- Op. posth. 69, Два вальси:

1. Вальс ля-бемоль мажор, «L'Adieu»  (1835)
2. Вальс сі мінор

- Op. posth. 70, Три вальси:

1. Вальс соль-бемоль мажор
2. Вальс фа мінор
3. Вальс ре-дієз мажор

##### Твори без номера опусу
- 1868: Вальс мі мінор, B. 56, KK IVa/15, P. 1/15
- 1871-72: Вальс мі мажор, B. 44, KK IVa/12, P. 1/12
- 1902: Вальс ля-бемоль мажор, B. 21, KK IVa/13, P. 1/13
- 1902: Вальс мі-бемоль мажор, B. 46, KK IVa/14, P. 1/14
- 1932: Вальс фа-дієз мінор, «Valse mélancolique», KK Ib/7, A. 1/7  (авторство під сумнівом)
- 1955: Вальс ля мінор, B. 150, KK IVb/11, P. 2/11
- 1955: Вальс мі-бемоль мажор («Sostenuto»), B. 133, KK IVb/10 (не завжди класифікується як вальс)

### Інші твори для фортепіано соло
- Op. 19: Bolero
- Op. 43: Tarantela ля-бемоль мажор
- Op. 46: «Allegro de concert» ля мажор
- Op. 49: Фантазія фа мінор
- Op. 57: Колискова ре-бемоль мажор
- Op. 60: Баркарола фа-дієз мажор

#### Опубліковані посмертно

##### Твори із номером опусу
- Op. posth. 72:
  - № 2 «Похоронний марш» до мінор (1829; B.20)
  - № 3 Три екосези (Шотландські танці; 1830)
    - № 1 ре мажор
    - № 2 соль мажор
    - № 3 ре-дієз мажор

##### Твори без номера опусу
- B. 17: Контрданс соль-бемоль мажор (авторство під сумнівом)
- B. 84: Cantabile сі-бемоль мажор
- B. 109: Largo мі-бемоль мажор
- B. 117: Andantino in G minor (аранжування фортепіанної частини пісні «Wiosna»)
- B. 129a: Канон фа мінор (незавершений)
- B. 133: Sostenuto мі-бемоль мажор (1840; іноді класифікується як вальс)
- B. 144: Фуга ля мінор
- B. 151: Листок з альбому (Moderato) мі мажор
- B. 160b: Два бурре
- P. 2/13: Галоп ля-бемоль мажор («Galop Marquis»)
- KK. Vb/1: Andante dolente сі-бемоль мінор (втрачений)
- KK. Ve/3: Екосез (дата невідома; втрачений)
- KK. Vb/9: Екосез in B-flat major (1827; втрачений)
- KK. VIIa/2: Три фуги (аранжовані з «Cours de contrepoint et de fugue» Луїджі Керубіні)

1. ля мінор
2. фа мажор
3. ре мінор

## Твори для фортепіано та оркестру

### Концерти
- Op. 11: Концерт для фортепіано з оркестром № 1 мі мінор (1830)
- Op. 21: Концерт для фортепіано з оркестром № 2 фа мінор (1829–1830)

### Інші
- Op. 2: Варіації сі-бемоль мажор на тему "Là ci darem la mano" з опери Дон Жуан Моцарта (1827)
- Op. 13: Фантазія на польську тему ля мажор (1828)
- Op. 14: «Рондо à la Krakowiak» фа мажор (1828)
- Op. 22: «Andante spianato [соль мажор] i Великий Полонез мі-бемоль мажор» (1835), також відомий під назвою «Grande polonaise brillante»; існує версія для фортепіано соло

## Твори для віолончелі та фортепіано
- B. 70: «Grand Duo concertant» мі мажор (1832; написано разом з Огюстом Франкоммом)
- Op. 3: Інтродукція i полонез до мажор (1829–1830)
- Op. 65: Соната для віолончелі і фортепіано соль мінор (1845–46)

## Твори для скрипки, віолончелі та фортепіано
- Op. 8: Тріо для скрипки, віолончелі та фортепіано соль мінор (1828/1829)

## Твори для голосу та фортепіано

### Опубліковані посмертно

#### Твори із номером опусу
- Op. posth. 74, 17 пісень (1829–1847)

1. «Бажання» («Życzenie») соль мажор («Gdybym ja była...»; слова Стефана Вітвіцького, 1829)
2. «Весна» («Wiosna») соль мінор (слова Стефана Вітвіцького, 1838)
3. «Смутна ріка» («Smutna rzeka») фа-дієз мінор (слова Стефана Вітвіцького, 1831)
4. «Веселощі» («Hulanka») до мажор (слова Стефана Вітвіцького, 1830)
5. «Де вона любить» («Gdzie lubi») ля мажор (слова Стефана Вітвіцького, 1829)
6. «Геть з моїх очей» («Precz z moich oczu») фа мінор (слова Адама Міцкевича, 1827)
7. «Посланець» («Poseł») ре мажор (слова Стефана Вітвіцького, 1831)
8. «Милий хлопець» («Śliczny chłopiec») ре мажор (слова Богдана Залеського, 1841)
9. «Мелодія» («Melodia») соль мажор («Z gór, gdzie dźwigali...»; слова Зигмунта Красінського, 1847)
10. «Солдат» («Wojak») ля-бемоль мажор (слова Стефана Вітвіцького, 1831)
11. «Двоякий кінець» («Dwojaki koniec») ре мінор (слова Богдана Залеського, 1845)
12. «Моя голубонько» («Moja pieszczotka») соль-бемоль мажор (слова Адама Міцкевича, 1837)
13. «Нема чого треба» («Nie ma czego trzeba») ля мінор (слова Богдана Залеського, 1845)
14. «Перстень» («Pierścień») мі-бемоль мажор (слова Стефана Вітвіцького, 1836)
15. «Наречений» («Narzeczony») до мінор (слова Стефана Вітвіцького, 1831)
16. «Литовська пісня» («Piosnka litewska») фа мажор (слова Людвіка Осінського, 1831)
17. «Спів з могили» («Śpiew z mogiłki») мі-бемоль мінор («Leci liście z drzewa...»; слова Вінцента Поля, 1836)

#### Твори без номера опусу
- «Чари» («Czary») (1830)
- «Думка» («Dumka») (1840)